# ニコライ・ネクラーソフ (政治家)
ニコライ・ヴィサリオノヴィチ・ネクラーソフ (ロシア語: Никола́й Виссарио́нович Некра́сов；ラテン文字表記の例:Nikolai Vissarionovich Nekrasov、1879年 - 1940年)は、帝政ロシア・臨時政府・ソビエト連邦の政治家。自由主義政党である立憲民主党（カデット）の最左派に属した。

## 生涯

### 立憲民主党員から国会副議長へ
1879年、聖職者の家に生まれた。鉄道技術大学で学び、のちにトムスク工業大学の教授となる。
1905年に立憲民主党(カデット)の結党に加わり、その後、同党の中央委員を務めた。一方で、彼はフリーメイソンのメンバーであり、同じフリーメーソンのアレクサンドル・コノヴァーロフ、ミハイル・テレシチェンコ、そしてアレクサンドル・ケレンスキーとは特別なつながりがあった。1915年には、政府とより積極的に対決すべきだとして党の方針に異議を唱え、党中央委員を辞している。
第3国会、第4国会で議員を務め、また、第4国会では副議長でもあった。1917年の2月革命時には国会臨時委員会の代表として、君主制を放棄すべきだと判断した。

### 臨時政府の大臣
臨時政府が成立すると、第一次臨時政府および第一次連立内閣において運輸相として入閣した。ケレンスキーやテレシチェンコと手を組み、臨時政府において重要な地位を占めていたという。
臨時政府内では、特に憲法制定会議の招集を最優先にすべきだと主張した。また、社会主義者との協調に積極的であり、ウクライナの民族自治にも協力した。カデットの指導者ミリュコーフは、こうしたネクラーソフを快く思わず、後に「まったく裏切り者」、「密告者」、「三等文官」と批判している。なお、ネクラーソフは、ウクライナ民族自治問題を契機にカデットを離党し、その後は急進民主党に所属した。
その後、ケレンスキーを首班とする第二次連立内閣においては副首相兼蔵相となった。しかし、コルニーロフ反乱においてケレンスキーに辞任を求めたため、反乱が失敗に終わると、彼は閣僚の地位を失った。

### ソヴィエト政権に協力
ボリシェビキによるソヴィエト政権が成立すると、当初は反ソヴィエト政権運動に加わり、その後、ウファに逃げた。1921年に逮捕されたが、ウラジーミル・レーニンと会った後、釈放され、ソビエト政権に協力するようになった。同年から1930年にかけて消費組合中央連合部長となり、またモスクワ大学・国民経済大学で講義した。
1930年にふたたび投獄され、1933年の釈放後には建設作業現場の事務職員となったが、1940年にスターリン政権下において銃殺刑とされた。
1990年に名誉回復が行われた。